# Lista över Kenyas presidenter
Kenyas president (formell engelskspråkig titel: President of the Republic of Kenya) är landets statschef, sedan den 12 januari 1964.
Kenya erhöll självständighet från Storbritannien den 12 januari 1963 men under det första året som suverän stat så var landets statschef Elizabeth II i egenskap av Kenyas drottning och representerades i landet av en generalguvernör. 
William Ruto är Kenyas president sedan den 13 september 2022.

## Kenyas presidenter
| Nr | Namn            | Ämbetsperiod                       | Titel     |
| -- | --------------- | ---------------------------------- | --------- |
| 1  | Jomo Kenyatta   | 12 december 1964 – 22 augusti 1978 | President |
| 2  | Daniel arap Moi | 22 augusti 1978 – 30 december 2002 | President |
| 3  | Mwai Kibaki     | 30 december 2002 – 9 april 2013    | President |
| 4  | Uhuru Kenyatta  | 9 april 2013 - 13 september 2022   | President |
| 5  | William Ruto    | 13 september 2022 -                | President |